# 卢姓

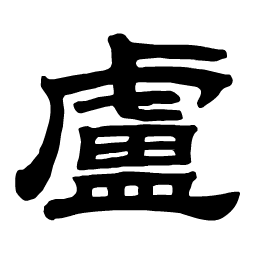
汉字卢的写法

卢姓是漢姓之一，在《百家姓》排名第167位，在中国大陆人口排名65（2006年统计数据）。

## 姓源
- 源自姜姓，齐文公的曾孙高傒出任齐国正卿，因迎立公子小白有功，封食卢邑（今山东长清县西南），其后裔族人遂以卢为姓。
- 以国为氏。春秋时期，有庐子国（今安徽省合肥市），卢氏为庐子国戢黎之后。[1]
- 源自雷姓，唐朝瀛洲刺史卢祖尚的祖先原本姓雷，在北周时期以“雷”、“卢”声音相近改姓卢[2]。
- 源自闾邱姓，唐朝蜀州司马闾邱珣，上元年间改姓卢。
- 源自鮮卑族慕容姓，慕容姓的一支後裔豆盧姓《姓氏尋源》曰：“魏太和（477-499年）初，詔豆盧氏改盧氏。”

## 郡望
田和代齊后，田齊极力打击姜齊公族的宗族势力，大批原居於卢邑的姜齊後裔卢姓子孙被迫避居到燕國，以唐邑（今河北省唐县）为中心，秦代在范水北岸建范阳故城（址在今河北省定兴县南20公里的固城镇），并设置「范阳县」，至三国时期扩充为范阳郡。在这里逐渐聚集人数众多的卢姓族亲，于是形成了以范阳为郡望的卢姓大宗。

## 迁徙
秦末，博士卢敖定居于涿郡，至曹魏时涿郡改为范阳郡，卢氏因此以范阳郡为郡望，称范阳卢氏。汉末有平定黃巾之亂的盧植。
西晋末年永嘉之乱，卢志与成都王颖交好。成都王颖失败后，卢志子卢谌先投刘琨，琨败后出仕后赵，死于永和六年（350年）。卢谌第四子卢偃留居范阳，后世尊为“北祖”，世传经学、书法。卢谌长子卢勖服丧终制以后开始南迁至京口，号“南祖”。
永嘉末年，卢氏既未能预司马越、王衍项城之难，又未能及时渡江进入江左百六掾的行列，自始被排挤在权力中枢之外。但在北朝，范阳卢氏仕宦不绝，“崔卢王郑”并称四姓。
唐代，卢姓在北方繁衍开来，其中以河南繁衍最广；南迁的一支则于唐末入闽，宋时入粤。元明清之际，卢姓遍及當時中国疆域的大部分地区。

## 分布
当代卢姓人口约占中国汉族人口0.47%，排在第42位，主要集中于广西、广东二省。两省卢姓约占卢姓总人口的35.6%；其次分布于河南、浙江、湖南、安徽、河北、甘肃，六省卢姓约占总人口29%。全国形成了以两广为中心向四周散发的卢姓聚集地区。

## 延伸阅读
[在维基数据编辑]
 《百家姓》
 《欽定古今圖書集成·明倫彙編·氏族典·盧姓部》，出自陈梦雷《古今圖書集成》

## 外部連結
- 中華盧氏網 （页面存档备份，存于）